# Ле Мотт, Жан-Франсуа де
Жан-Франсуа де Ле Мотт (фр. Jean-François de Le Motte, 1625 (?), Турне, Франция — 1685 (?), Турне, Франция) — французский художник, получивший известность работами в жанре обманки (фр. trompe-l’oeil). О жизни художника известно мало, так как городской архив Турне погиб в мае 1940 года.
Творческая активность де Ле Мотта относится к периоду между 1653 по 1685 годами. Большое влияние на его творчество оказал фламандский художник Корнелис Норбертус Гисбрехтс, некоторые картины французского художника даже приписывались фламандцу. Де Ле Мотт создавал также работы в жанрах портрета и исторической живописи, был известен как декоратор. В 2015 году вышла небольшая монография, посвящённая творчеству художника.

## Биография и изучение творчества художника

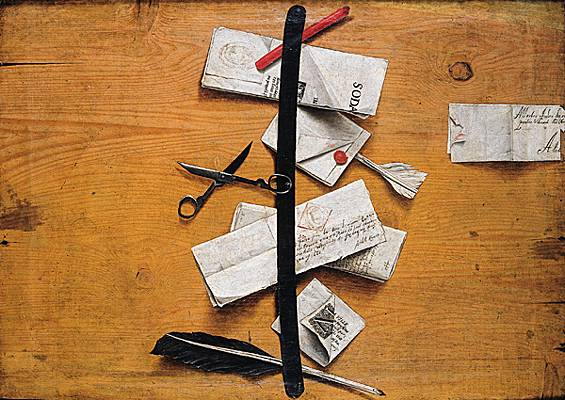
Жан-Франсуа де Ле Мотт. Обманка, 1667 (из музея Арраса)

Жан-Франсуа де Ле Мотт — сын и ученик художника Жана (I) де Ле Мотта, родился в 1625 году (некоторые исследователи осторожно указывают, что он родился до 1635 года). Вся жизнь художника связана с городом Турне; надпись на одной из его картин указывает церковный приход, к которому он относился. О жизни художника известно мало; исследователи связывают это с гибелью городского архива Турне в мае 1940 года в результате бомбардировки немецкой авиации. По этой причине значительная информация о художнике извлекается исследователями творчества де Ле Мотта из зашифрованных сообщений, оставленных им на своих полотнах, в ходе детального анализа его картин.
Творческая активность де Ле Мотта относится к периоду между 1653 по 1685 годами. Известно, что в 1653 году он был принят в гильдию Святого Луки города Турне, а с 1659 по 1677 годы у него были ученики. С 1659 по 1664 год де Ле Мотт работал в приходе Святого Николая. К 1670 году относятся известие о создании им портретов Этьена Дели и его супруги Жанны Терезы Дельмот, которые некоторые искусствоведы отождествляют с полотнами, находящимися в настоящее время в капелле Нотр-Дам в Альсемберге. Художник получил широкую известность у современников благодаря созданному им орнаменту арки, возведённой в честь триумфального въезда Людовика XIV в Турне в 1670 году.
Большая часть его живописных работ состоит из натюрмортов-обманок. Известно более десятка подобных работ, которые указывают на контакты художника с живописцами Фландрии (в частности с Корнелисом Норбертусом Гисбрехтсом) или на их влияние на творчество де Ле Мотта. Работы Гисбрехтса и де Ле Мотта настолько близки, что отдельные картины французского художника даже приписывались фламандцу. Де Ле Мотт создавал также работы в жанрах портрета и исторической живописи (возможно, ему принадлежали и картины на религиозные сюжеты), был известен как декоратор. В документах своего времени он упоминается как «Delemotte, Jean François», «Delmotte, Jean François», «Lemotte, J. F. B.», «Lemotte, François», «Lemottes, J. F. B.», «Lamotte, Jean François». Последнее упоминание о жизни художника относится к 1685 году, считается, что он скончался между 1685 и 1699 годами.
Впервые внимание к имени художника было привлечено в 1850 году, когда в музей города Дижона поступила в дар картина «Vanitas и обманка» де Ле Мотта, первая из его работ, оказавшаяся доступной для анализа историками искусства. В 1960 году небольшую брошюру, посвящённую творчеству Жана-Франсуа де Ле Мотта, издал Пьер Карре (первоначально это была статья в № 3 журнала «La Revue des Artes» за 1960 год). В 1965 году статью в сборнике «Artes: Periodical of the Fine Arts» посвятил творчеству художника Поль Гаммельбо, в ней он проанализировал уже десять картин-обманок, принадлежавших кисти художника. Имя живописца и его работы упоминаются или анализируются в монографиях, посвящённых картинам-обманкам, в общих обзорах французского искусства XVII века и по истории Франции этого времени. В 2015 году на английском и немецком языках вышла небольшая монография, полностью посвящённая творчеству художника.

## Особенности творчества и известные произведения

Иероним Хастнер. Обманка

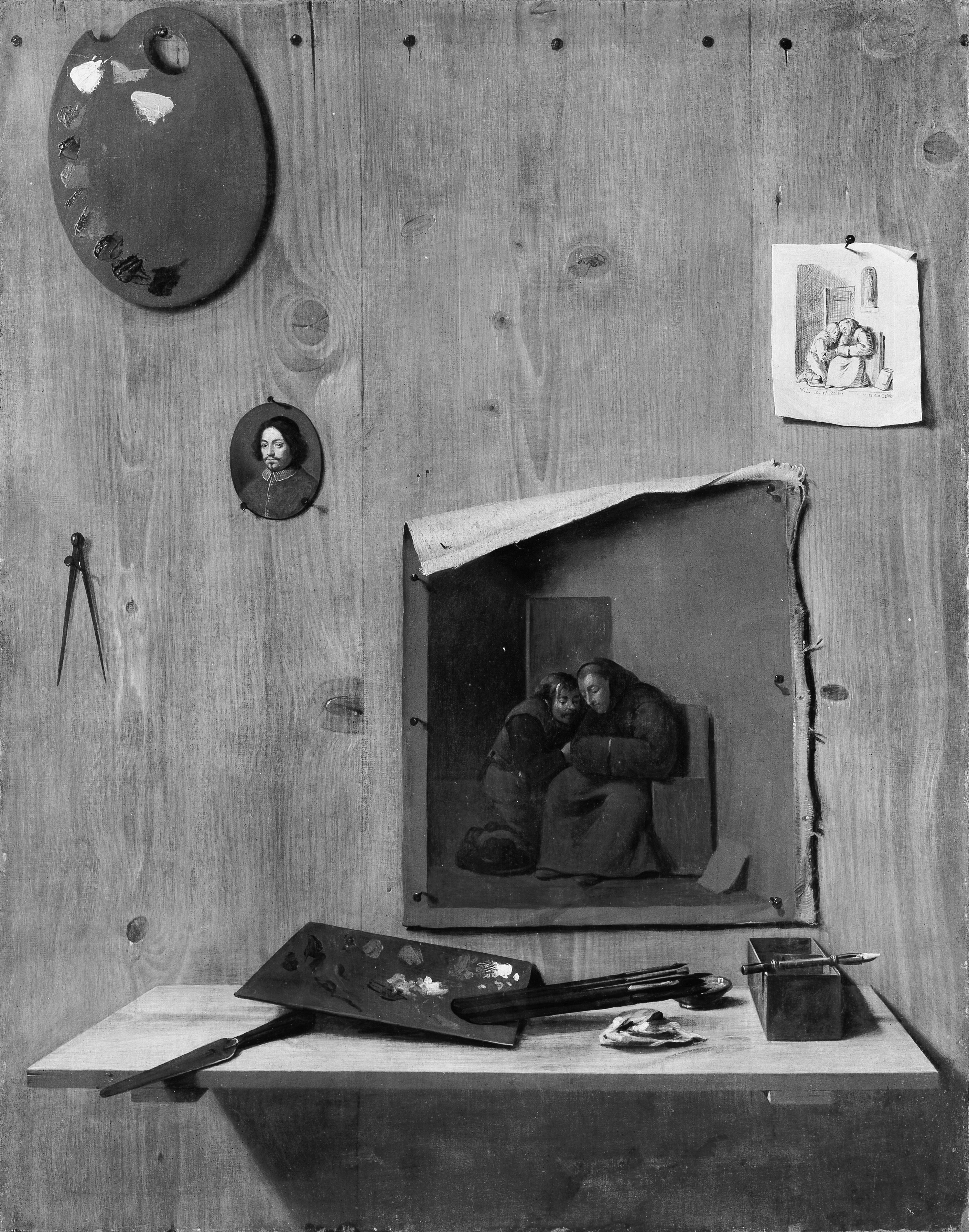
Жан-Франсуа де Ле Мотт. Обманка с палитрой и миниатюрой

Практически все дошедшие до нашего времени картины художника созданы в жанре обманок. А. А. Дмитриева связывает широкое распространение картин-обманок в XVII веке с целым рядом факторов, среди которых, по её мнению:
- Высокая стоимость земли, предназначенной под застройку, появляется тенденция роста количества этажей здания и ограничения площади интерьеров. Спальня часто была одновременно гостиной и кабинетом. Возникало желание расширить пространство за счёт зеркал и картин, в которых большое значение придавалось перспективе и многоплановому пространству, иллюзорно продолжив его на холсте.
- Развитие науки. Она превращалась из комментария к признанным авторитетам древности в самоцель. Особая роль при этом придавалась чувственному опыту. Откликаясь на этот интерес, художники пытались выдать изображение за реально существующие предметы, вызвать иллюзию (обман человеческих органов чувств) путем точного копирования объекта и передачи его вещественности и объёмности. Часто это осуществлялось на светлом нейтральном фоне, чтобы сосредоточить максимальное внимание на самом объекте.

Одна из работ Жана-Франсуа де Ле Мотта находится в музее Метрополитен. Она носит название «Обманка с палитрой и миниатюрой» (англ. «Trompe l'oeil with Palettes and Miniature», 119,1 x 91,8 сантиметров, холст, масло, инвентарный номер — 1976.100.13), эта картина была завещана музею президентом нью-йоркской фирмы «F. Kleinberger & Co», специализировавшейся на торговле антиквариатом, искусствоведом и коллекционером Гарри Дж. Сперлингом в 1971 году, сама фирма приобрела её за 5200 долларов в 1960 году, это полотно принято сопоставлять с более поздним творчеством малоизвестного флорентийского художника Иеронима Хастнера по прозвищу Корацца, итал. Hieronymus Hastner, called Il Corazza (1665—1729), который в свои обманки часто включал подобный набор объектов). Другие его полотна и атрибутируемые ему картины находятся в провинциальных музеях Франции. Две из них: «Обманка» (78,1 на 53,2, Inv. 4347) и «Vanitas и обманка» 1676 года (118,7 на 90,8 сантиметров, inv. CA 692) — в коллекции Музея изящных искусств Дижона, по одной — в собраниях Музея изобразительного искусства Страсбурга (inv. 1749), Сент-Омера и Арраса (inv. 945.94), а также в частных собраниях.
На каждой картине-обманке художника имеется фон, образованный деревянной доской или рядом досок, на котором цветными кожаными ремнями или лентами закреплены различные предметы. Только в картине из Арраса большое количество таких предметов, характерное для почти всех его работ, уступает место предельно простой композиции. Присутствие здесь подписи «Nay» (вторая половина от «Tournay»), связанное с названием родного города живописца, является, по мнению искусствоведов, своеобразной подписью художника. Две работы из Дижона отличаются тонкостью исполнения и оригинальностью замысла. Холст с «vanitas» на картине «Vanitas и обманка» представляет собой нишу в картине-обманке; солома, горящая свеча и песочные часы обозначают хрупкость жизни. Левый угол холста, изображённого на картине, оторвался от подрамника, что показывает суетный характер самой картины.
Поль Гаммельбо считал, что де Ле Мотт испытывал особую любовь к изображению на своих картинах гравюр на меди французских художников из семьи Перелль (отца — Габриеля и его двух сыновей — Никола и Адама). Их пейзажи воспроизводятся на нескольких его картинах, Гаммельбо предполагает, что художник сам владел некоторыми из них. Три гравёра работали вместе, и, как утверждают некоторые искусствоведы, трудно провести различие между их произведениями. Часто на их пейзажах изображены человеческие фигуры, архитектурные памятники, реки, руины. На некоторых картинах де Ле Мотта под гравюрой стоят подписи, имитирующие автограф одного из трёх гравёров, например, «G Perelle fe. excudit 1651». Не всегда удаётся проследить оригинальные оттиски, но считается, что художник часто воспроизводил реально существовавший оригинал. Гаммельбо также обратил внимание, что на картинах де Ле Мотта гравюра часто является центром композиции (или её фрагмента) и другие объекты располагаются вокруг неё. Последняя датированная работа де Ле Мотта «Полотно с гравюрой Яна Бота в жанре обманки» была создана в 1685 году и находится Музее изобразительного искусства Страсбурга. Она значительно отличается, по мнению искусствоведов, как от собственных картин де Ле Мотта, так и от полотен Гисбрехта.

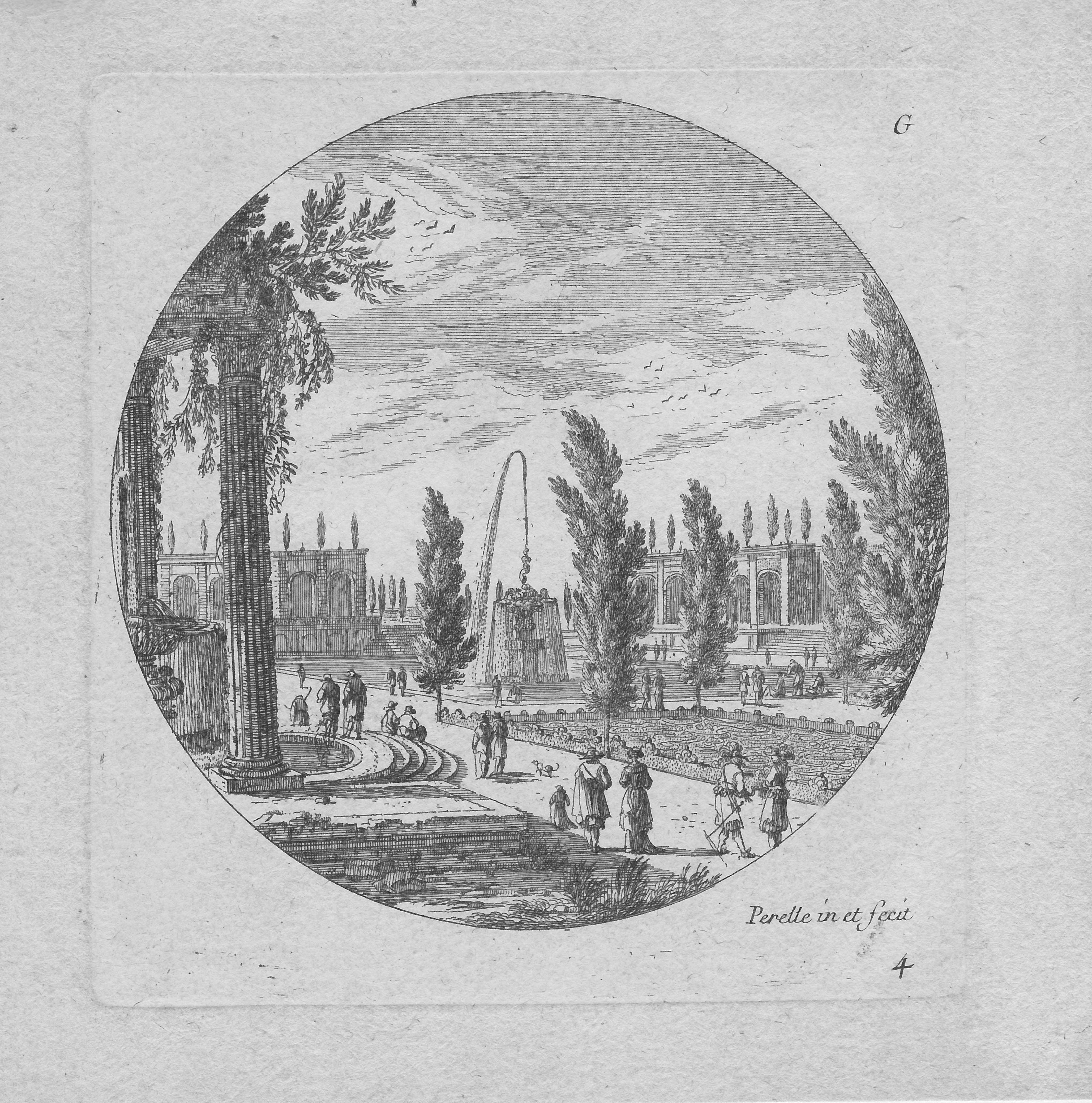
Габриель Перель. Сад рядом с французским замком, около 1650
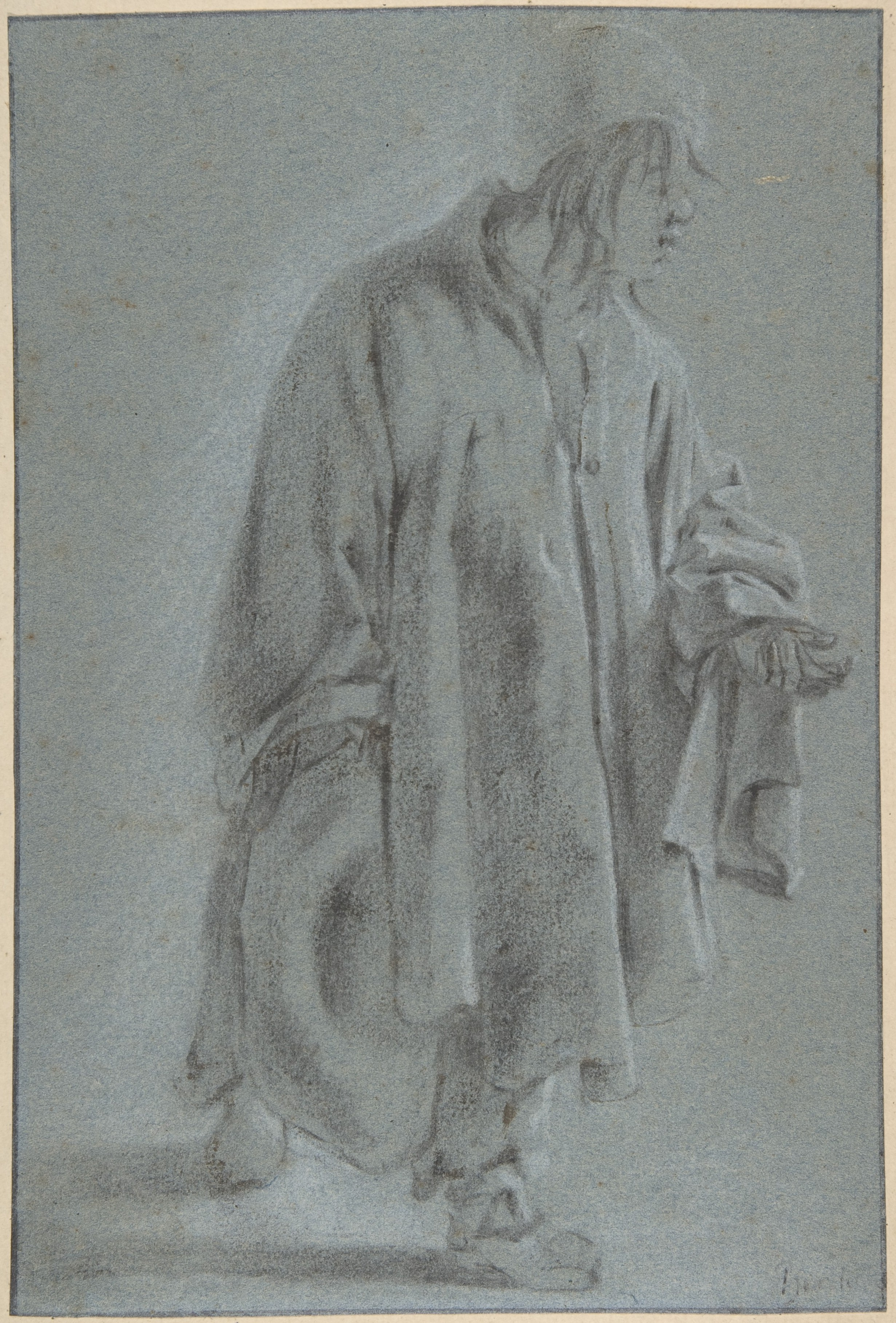
Ян Бот. Нищий, XVII век
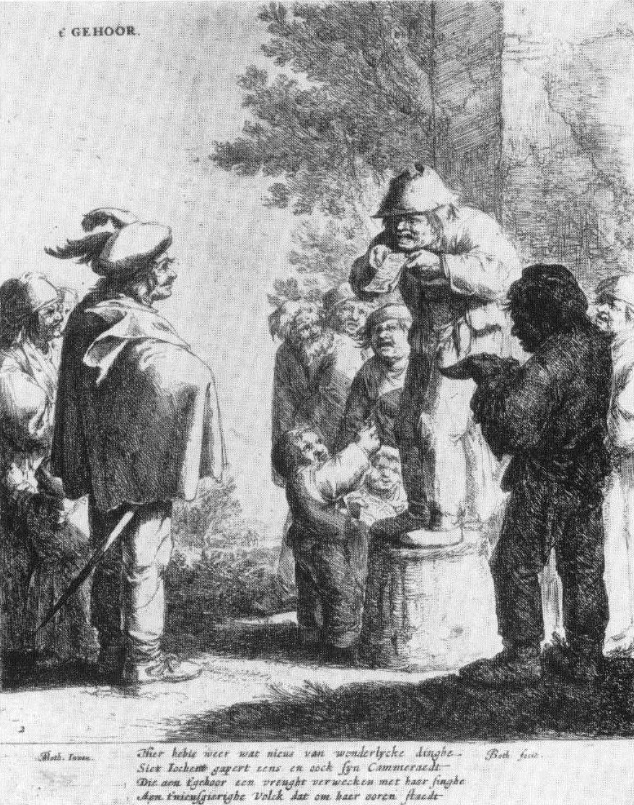
Гравюра на картине де Ле Мотта «Полотно с гравюрой Яна Бота в жанре обманки»

### «Обманка» из Дижона

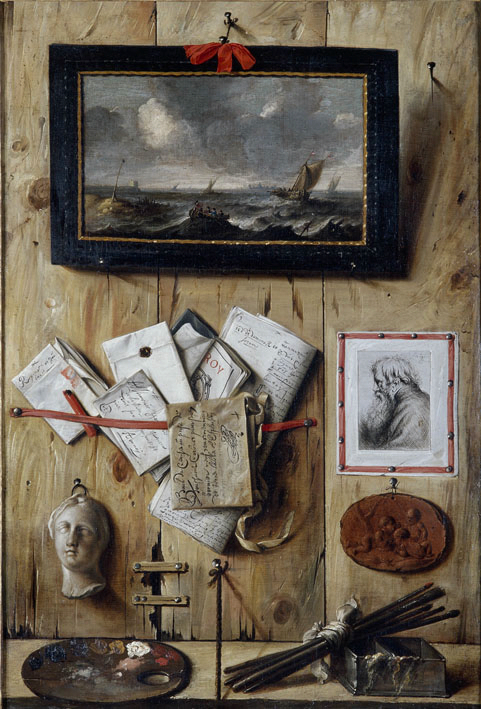
Жан-Франсуа де Ле Мотт. Обманка, II половина XVII века, Дижон

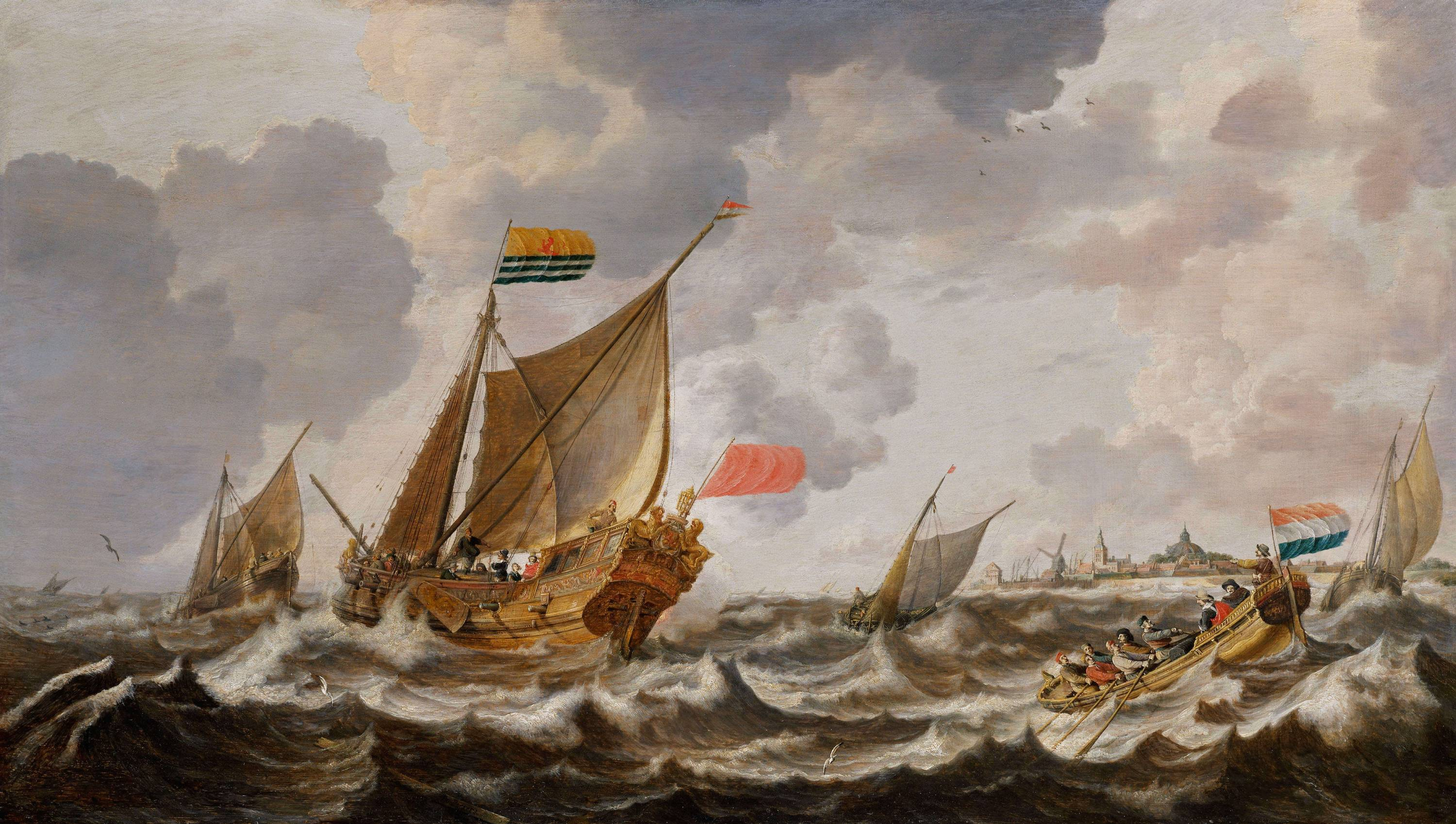
Бонавентура Питерс Старший. Перевозка грузов в бурном море близ Виллемстада

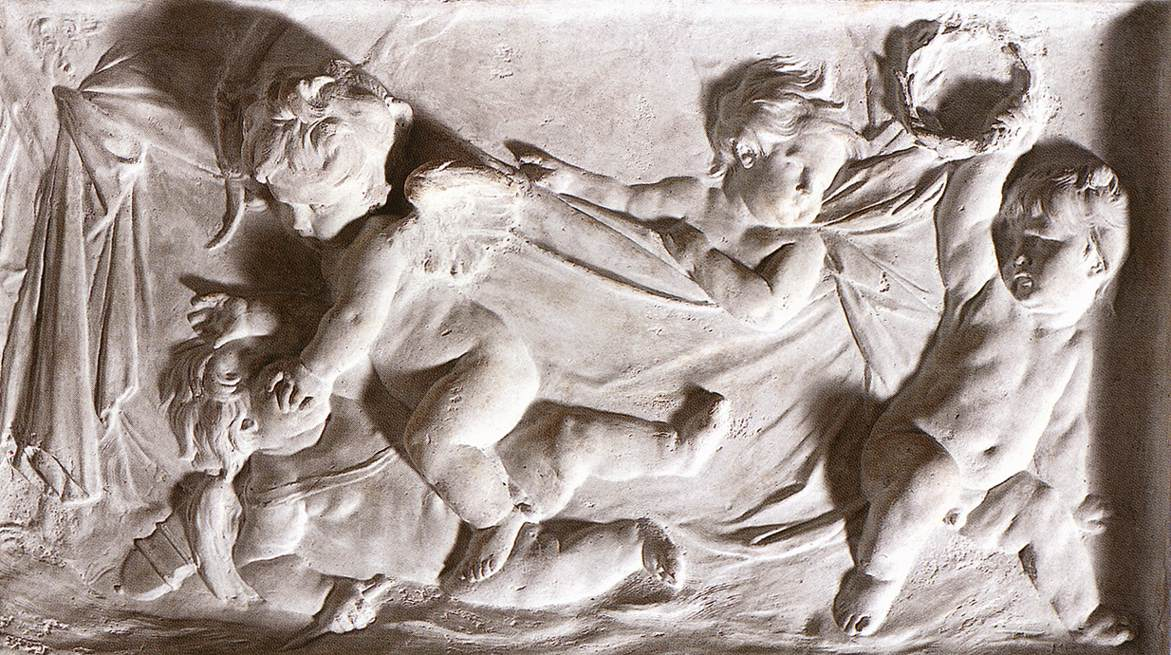
Франсуа Дюкенуа. Аллегория победы любви святой над любовью земной, 1630

На картине «Обманка» из Дижона фон образован грубо сколоченными старыми досками со щелями и неровными краями. Морской пейзаж в раме из эбенового дерева, украшенный шёлковым бантом, занимает центральное место в композиции. Закреплённая гвоздями на стене картина изображает бурю на бушующем море, которое несёт гибель хрупким парусникам. Картина, изображённая на полотне де Ле Мотта, по мнению историков искусства, близка творчеству художника Бонавентуры Питерса Старшего, прославившегося в своё время изображением подобных сцен. В настоящее время Питерс известен только узкому кругу специалистов, но в XVII веке он считался одним из крупнейших маринистов Антверпена. Его картины воспринимались современниками как аллегории опасностей, с которыми сталкиваются люди в своей жизни: морское путешествие означает не только приключение смельчака, но и готовность доверить свою жизнь в руки экипажа и капитана корабля. На морском пейзаже, изображённом Жаном-Франсуа де Ле Моттом, как и на картинах Питерса, на переднем плане гребная лодка борется с высокими волнами. На корме подобных картин обычно хорошо различим рулевой, от которого зависит спасение пассажиров. Искусствоведы соотносят эту картину на обманке с бурными событиями, происходившими в Турне во времена Жана-Франсуа де Ле Мотта.
Кожаный ремень с трудом сдерживает множество смятых бумаг и открытых писем. Изображённые художником предметы дают ощущение глубины пространства и материальности, необходимых для обманки. Они также содержат косвенную информацию о художнике и его заказчике. Арендный договор, заключённый аббатом Эплешеном в пользу Туссена Корбероса, содержит указание на Фландрию, регион, с которым художник действительно был связан, о чём свидетельствуют и другие письма, адресованные в Амстердам и Ипр. В одном письме указывается имя и адрес художника: «Л. Ж. Франсуа де Ле Мотту, живописцу, живущему в приходе церкви Сен-Пиа в Турне» (фр. «A L. J. François de Le Motte, peintre demeurant sur la paroisse Saint-Piat à Tournay»).
Под обрамлённым рамой из прибитых к деревянной стенке кожаных ремней рисунком профиля старика находится овальная терракота, изображающую игры путти в стиле барельефов скульптора Франсуа Дюкенуа (это не единственный случай использования подобных его барельефов де Ле Моттом). Его творчество было связано с формированием классицизма. Дюкенуа увлекался античной и ренессансной классикой. Он воплощал в рельефах с изображением путти идеалы искусства греческих и римских скульпторов древности, о чём свидетельствуют рациональная гармония, пластика образов, а тонкая игра света и тени, мягкость моделировки восходят к венецианской живописи XVI века. Слева от барельефа скульптурное изображение женской головы, оно соседствует с полкой, на которой размещены инструменты художника. Здесь находятся его палитра, связка кистей, скреплённых ремешком, и двухсекционная металлическая коробка, которая, очевидно, должна была использоваться для их очистки.

### «Обманка» из Отеля Санделен

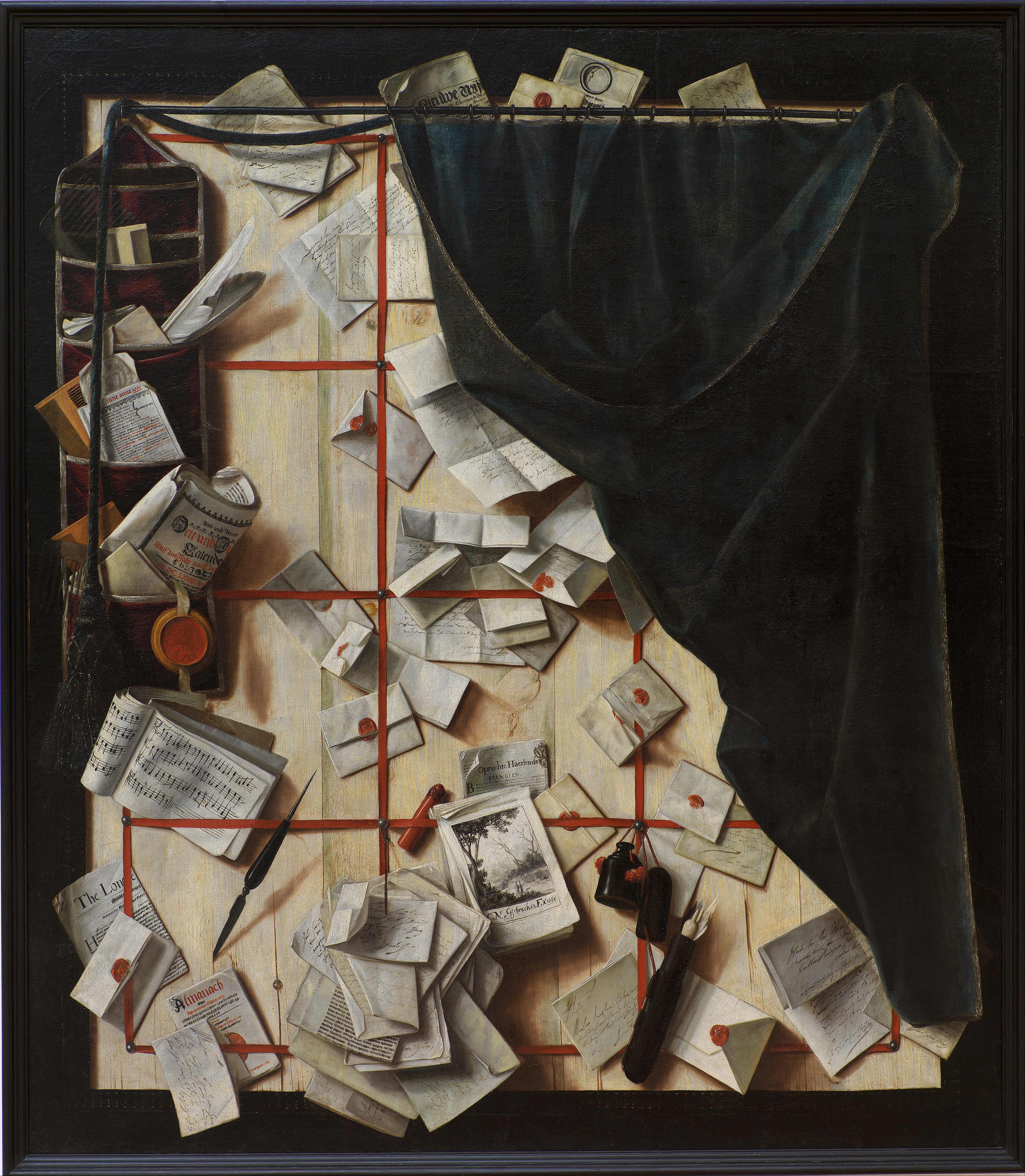
Корнелис Норбертус Гисбрехтс. Обманка с письмами и нотной тетрадью, 1668

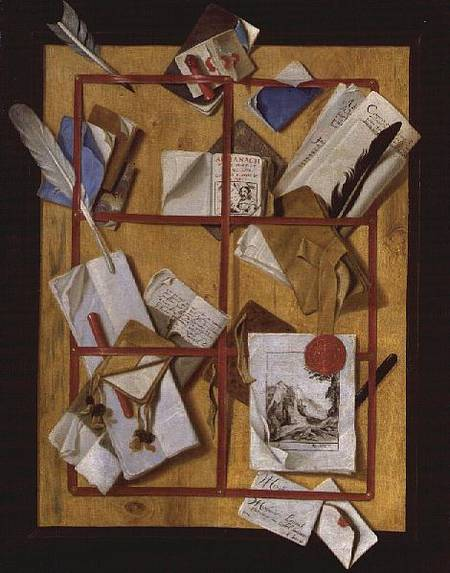
Жан-Франсуа де Ле Мотт. Обманка, 1669 (?), Отель Санделен

Картина «Обманка» (фр. «Trompe-l’œil», II половина XVII века, холст, масло, 19 на 91 сантиметр, inv. 0351 CD), типичная для творчества художника, находится в Отеле Санделен, музее изобразительных искусств и истории Сент-Омера. На ней изображена широкая чёрная деревянная рама, большое число писем, тетрадей, книг и записок, закреплённых на красном каркасе из кожаных ремней, прибитых к нарисованной на холсте доске из светлого дерева. Деревянный фон уменьшает глубину изображения и привлекает внимание зрителя к объектам переднего плана, размещённым в кажущемся беспорядке, который, по замыслу художника, должен заинтриговать зрителя. Художник играет со зрителем, даёт прочитать фрагмент надписи, а затем скрывает оставшуюся часть под другими объектами, представляет некоторые предметы находящимися под угрозой падения. Благодаря тонкой игре светотени и мастерству исполнения, художник создаёт иллюзию реальности. При более внимательном рассмотрении, по мнению историков искусства, можно убедиться, что художник предлагает ключи для интерпретации кажущегося хаотичным нагромождения предметов. В верхнем левом углу взгляд зрителя направляется наклоном сломанного пера на альманах, открытый на титульном листе, который указывает дату — 1669 год. Справа другое — тёмное перо, оно направлено на сделанный из кожи блокнот, свободно падающая лента которого в свою очередь переправляет взгляд на красную восковую печать, оказавшуюся на странице стопки гравюр. Взгляду зрителя доступна первая из них, на которой изображён скалистый пейзаж, подписанный «J AD».
Наклон перьев и широких, свёрнутых в рулон, чистых листов бумаги создаёт в нисходящем диагональном движении ощущение общего дисбаланса и неустойчивости. Приоткрытый конверт в нижнем правом углу, похоже, соскальзывает на пол. Ритмичная композиция с диагональным расположением объектов обеспечивает непрерывную циркуляцию взгляда между различными изображёнными на ней предметами. Прямые элементы ансамбля — гравюры, альманах, красные ремни кожаного каркаса и чёрная рамка — геометрически устойчивые силовые линии, которые позволяют собирать в единое целое и гармонизировать композицию. Баланс также обеспечивается точным распределением пятен синих обложек блокнотов, которые соотносятся с красными восковыми палочками, печатью и кожаными ремнями, обеспечивают соответствие светлых и тёмных объектов.
Детально продуманная композиция из тщательно отобранных предметов вызывает любопытство зрителя и побуждает к её расшифровке. Дата — 1669 год, указанная в альманахе, по мнению историков искусства, возможно, указывает датировку самой картины. Приоткрытый конверт с именем и адресом получателя, возможно, указывает на заказчика картины: «Г-ну Лонне, поверенному суверенного совета, в Турне» (фр. «Monsieur Lonnet, procureur au conseil souverain, A Тournay»). Наличие названия родного города живописца не случайно. Было установлено, что художник иногда использовал эту уловку, чтобы подписать свою работу, упоминание о его родном городе заменяло его собственное имя. Некоторые символы, подпись «J AD» и соотношение с замыслом автора сюжета гравюры остаются предметом споров историков искусства.
Набор предметов, изображённый на полотне, по мнению искусствоведов, должен интерпретироваться как «всё, что понравится». Случайное собрание сложенных бумаг, тетрадей и других принадлежностей для переписки, закреплённых на стене, стало одной из любимых тем обманок в 1650 году. В XVII веке было принято прикреплять на стену несколько досок пихты, на такую панель прибивали ленту или ремень и использовали для хранения на видном месте писем, документов, рисунков и других подобных предметов. Эта композиция была для художников способом продемонстрировать свою виртуозность в создании обманок.
Как и натюрморты, подобные наборы из выцветших тетрадей и небрежно сложенных листьев бумаги ассоциировались в сознании современников также с темой «суеты сует», говорили о суете человеческой жизни. Каждый из объектов, столь тщательно изображённых, показывает нестабильность существования. Потрёпанный альманах, небрежно сложенные и помятые листы бумаги, сломанные или исписанные перья несут явные признаки быстро проходящего времени и становятся его символами. Даже новая восковая палочка, помещённая на чистые листы письма, предназначена для быстрого исчезновения в процессе горения. Каждый объект кажется находящимся в неустойчивом равновесии, на краю падения, напоминает зрителю о преходящей и суетной природе человеческой жизни.

### «Vanitas и обманка»

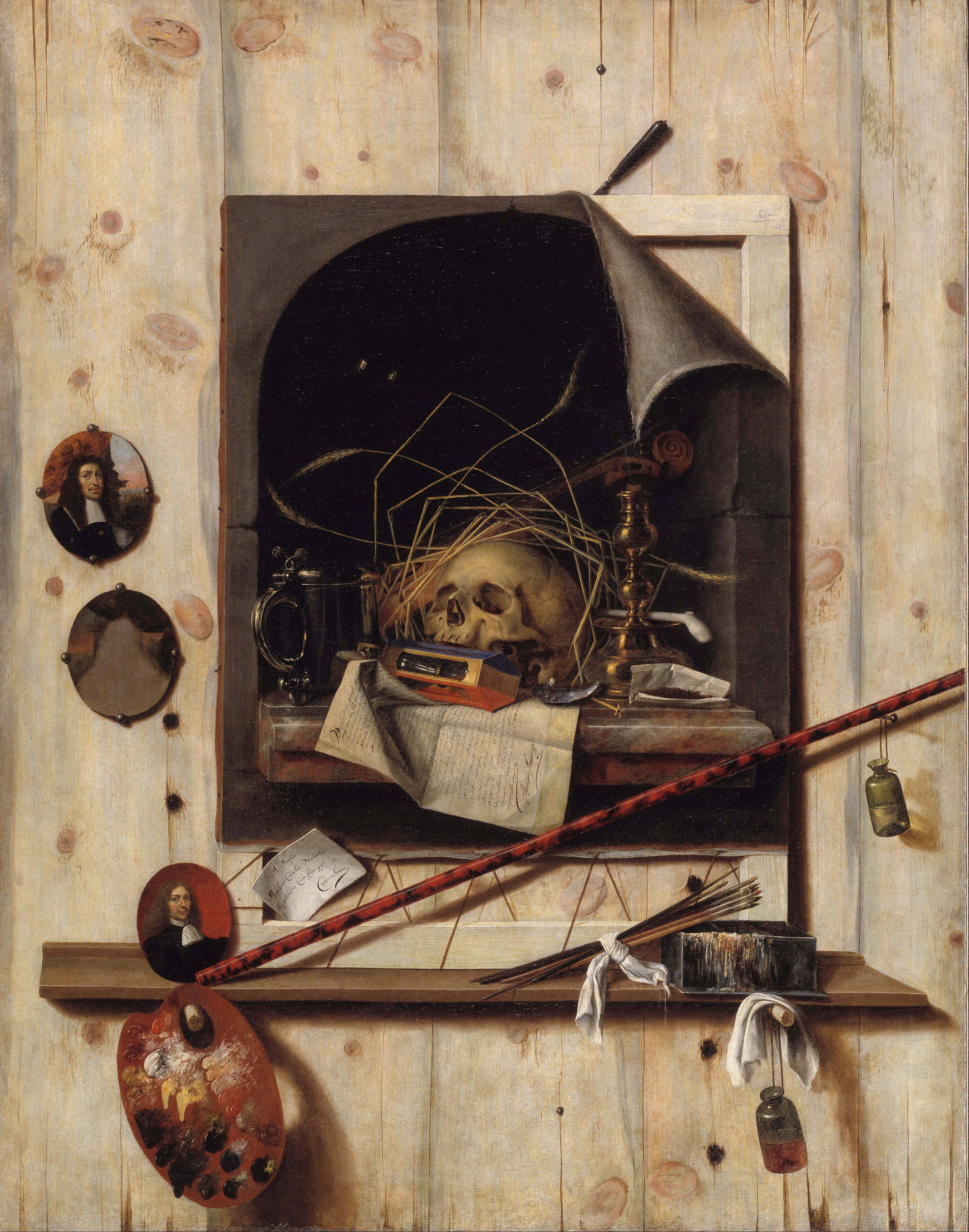
Корнелис Норбертус Гисбрехтс. Стена мастерской с натюрмортом на тему «vanitas», 1668

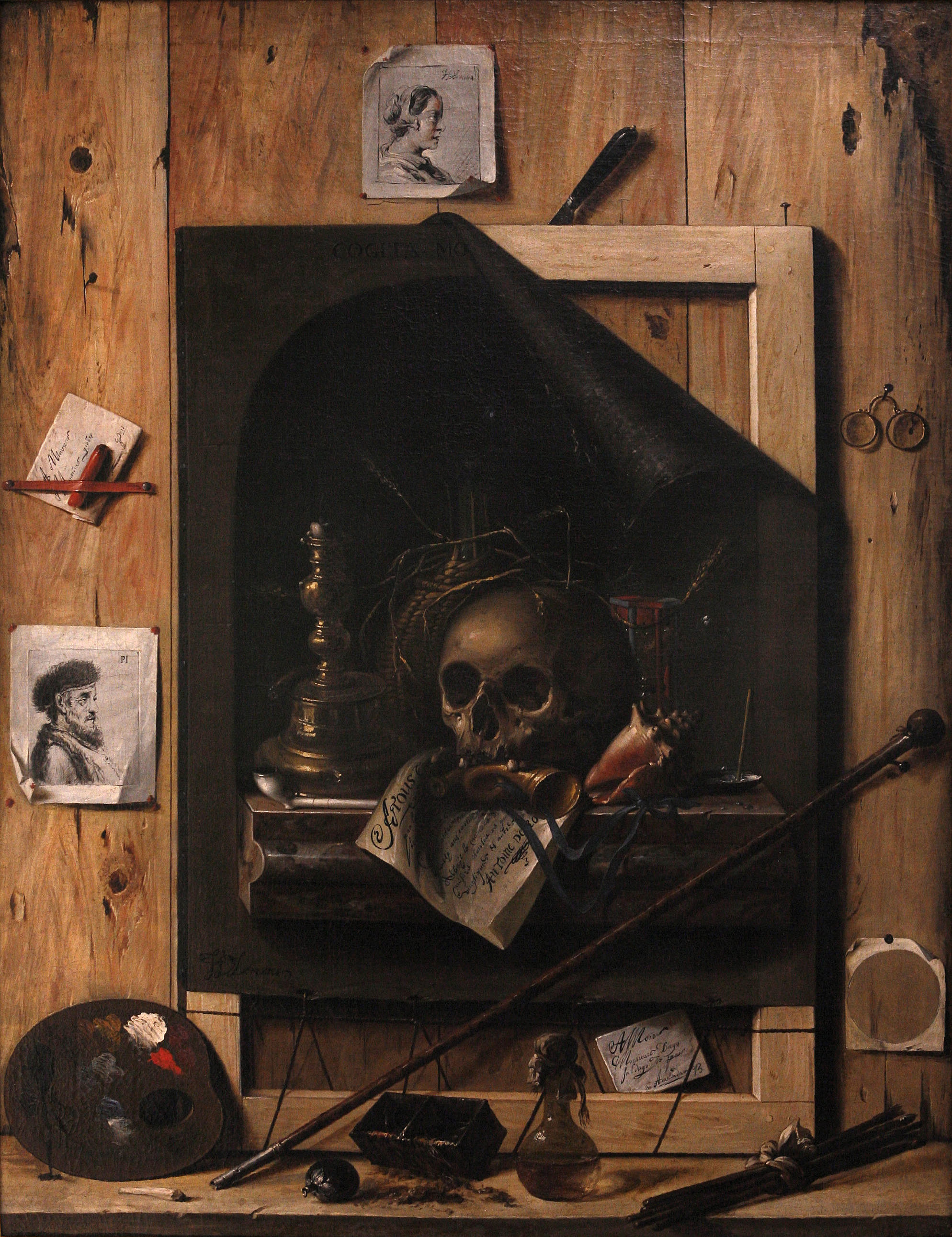
Жан-Франсуа де Ле Мотт. Vanitas и обманка, II половина XVII века, Дижон

Деревянная рама, помещённая на полку, прислонена к стенке, которую образуют старые и потрескавшиеся доски. Обманка, расположенная в обманке, представляет «Суету сует», прибитую к раме и растянутую верёвками в нижней части. Символическое содержание указано в латинской надписи, которая частично видна зрителю: «Думай о смерти» (лат. «COGITA MO[rtem]»). Правый верхний угол полотна сорван с рамы и свободно свисает. На «картине», в нижнем левом углу которой стоит подпись художника, изображена погружённая во мрак ниша, находящаяся над мраморной плитой. На плите расположены череп, увенчанный венком из сухой пшеницы, подсвечник с тлеющей свечой, песочные часы, раковина, тарелка с поднимающимися из неё пузырьками мыла. Всё это — символы хрупкости жизни и её неизбежного конца. Только присутствие пшеницы, символа воскресения, вносит в изображение ноту надежды, но она соседствует с медным охотничьим рогом, курительной трубкой, бутылкой вина в плетёном футляре и смятым письмом, символами удовольствий и бесполезных человеческих занятий.
Тот же беспорядок царит в самой мастерской художника. Краски стекают из палитры, а трость небрежно прислонена к стенке. Металлическая двухсекторная ёмкость для промывки кистей расположена на краю полки в наклонённом положении, а бутылка с маслом заткнута грязной тканью. Как пишет Энн-Мари Лекок, на картине «в отсутствие художника его поджидают его незавершённая работа и инструменты». Сферический слиток золота, по мнению некоторых искусствоведов, играющая роль амулета художника, и оставляемый как подпись, часто появляется в картинах де Ле Мотта. Пара очков, висящих на гвозде, подчёркивает отсутствие художника, символизируя остроту зрения и мысли, которые позволяют зрителю перемещаться между разными уровнями реальности полотна. Два рисунка, включая подписанный художником профиль женщины, а также кожаный ремень-держатель для писем с раскрытым письмом и красной восковой палочкой, прибиты к доске. На письме надписан адрес (фр. «A Mons[ieu] r / Mr. Diego / Salvago de Paer / A Amsterdam»), за которым следует неразборчивая подпись. Это очередное свидетельство связей живописца с Голландией, письмо в нижней части картины — дань уважения Гисбрехтсу (оно адресовано фр. «A Monsieur / Monsieur Gibr[r]e[ch]ts»). В творчестве Гисбрехтса присутствует картина, также изображающая деревянную стену с прислонённой к ней временной деревянной рамой, прикреплённое к ней полотно на тему «Vanitas» стоит на полке с инструментами художника. Правый верхний край полотна и здесь свободно свешивается вниз. Считается, что картина Гисбрехтса относится к четырёхлетнему периоду работы живописца при датском дворе.
Искусствоведы находят сразу три подписи художника на этой картине: на «Vanitas», на рисунке женского профиля, а самую оригинальную — на палитре, где её образуют стекающие на полку краски. Поль Гаммельбо считал эту картину парной к «Обманке» из Дижона, которую он также датировал 1676 годом.

### «Мольберт художника»

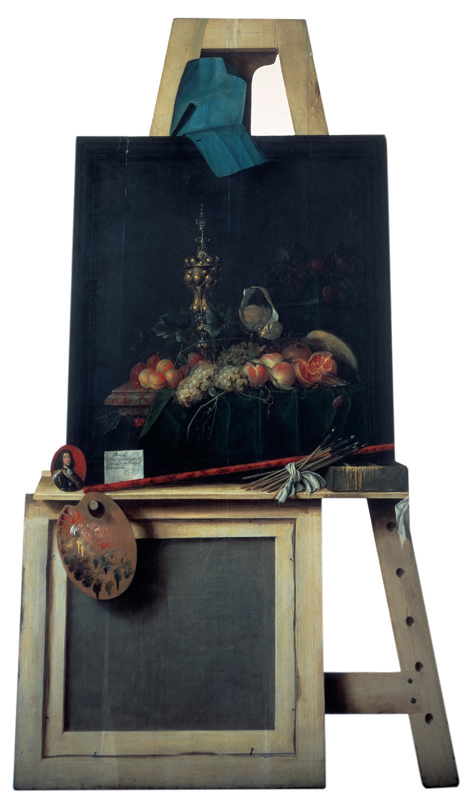
Корнелис Норбертус Гисбрехтс. Обманка с натюрмортом, 1670—1672

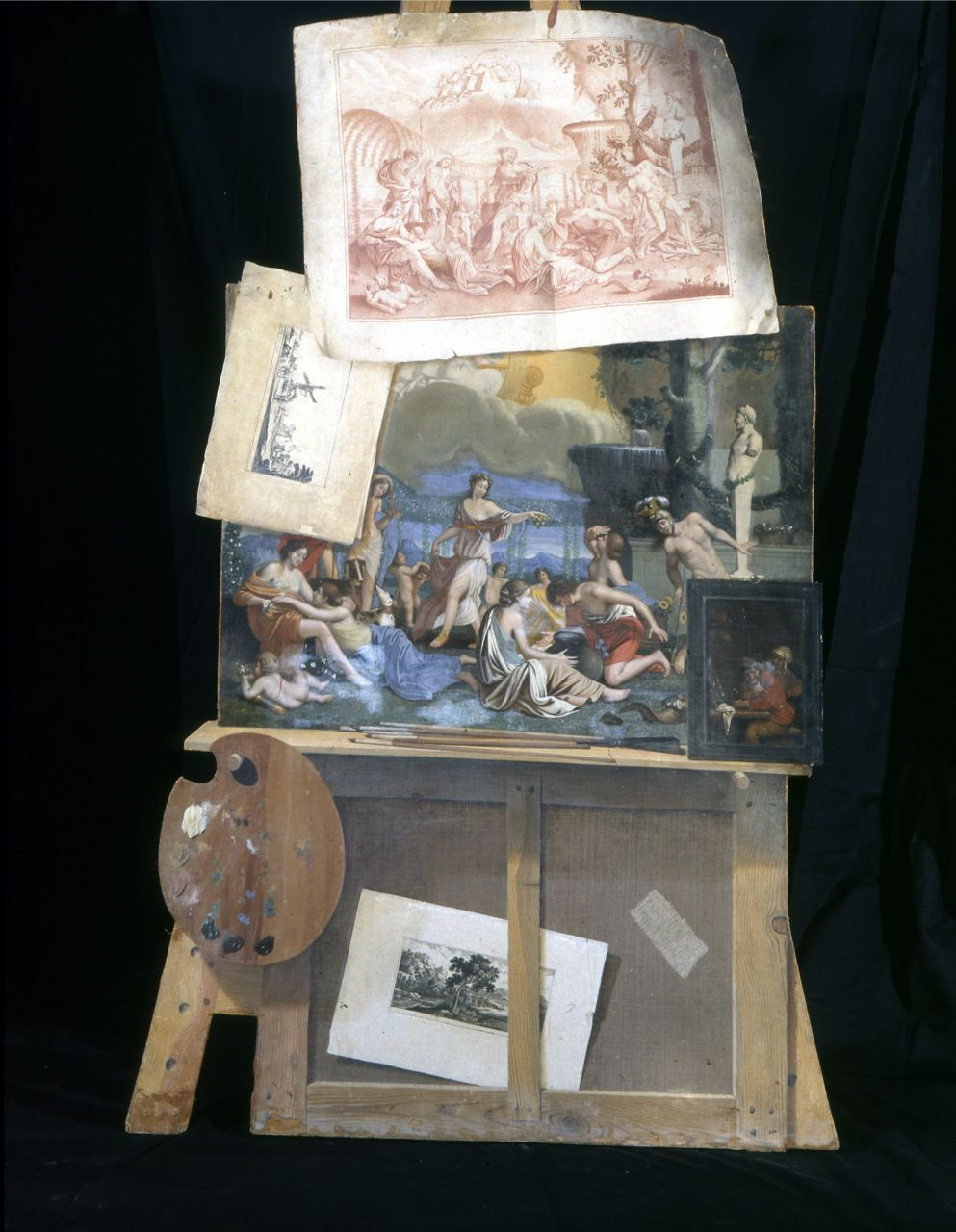
Антуан Фор-Бра или Жан-Франсуа де Ле Мотт. Мольберт художника, 1686

Поль Гаммельбо атрибутирует также Жану-Франсуа де Ле Мотту картину, находящуюся в коллекции Музея Кальве в Авиньоне «Мольберт художника» (фр. «Le Chevalet du peintre», инвентарный номер — 22431). Картина выполнена в технике масляной живописи по холсту. Размер полотна — 161,5 на 94,5 сантиметров. Картина подписана инициалами (лат. «А. F. B. pinxit») и датирована 1686 годом. Она атрибутировалась различными специалистами разным художникам, среди которых практически неизвестный другими полотнами Антуан Фор-Бра или Антонио Форбера (фр. Antoine Fort-Bras, итал. Antonio Forbera, именно он называется автором картины в экспозиции музея и его каталоге). Гаммельбо указывает, что имеет смысл принять во внимание целый ряд факторов, которые делают возможным авторство Жана-Франсуа де Ле Мотта, например, полотно является авторской переработкой картины Гисбрехтса «Обманка с натюрмортом» (из Королевский музей изящных искусств в Копенгагене, была написана для датского короля в 1670 году), что характерно для художника из Турне.
На полотне из Авиньона изображено зеркальное отражение картины Никола Пуссена «Царство Флоры» (1631), стоящее на мольберте, а выше — эскиз к ней. Картина основана на «Метаморфозах» и «Фастах» Овидия. Богиня цветов, весны и плодов Флора, окружённая путти, разбрасывая цветы, танцует в центре картины. Аякс бросается на меч, заканчивая жизнь самоубийством. Нарцисс рассматривает своё отражение на зеркальной поверхности воды в сосуде, который держит нимфа Эхо. Изображены также возлюбленные Венеры Адонис и Аполлона Гиацинт. Каждая фигура, хотя это не заметно при поверхностном взгляде на картину, сопровождается изображением цветка, в который она превращается в момент смерти. Историки искусства считают копию «Царства Флоры», изображённую на картине из Авиньона, достаточно слабой с художественной точки зрения. На картине де Ле Мотта соседствуют с «Царством Флоры» воспроизведение картины в стиле Давида Тенирса Младшего «Курящий крестьянин» и несколько пейзажных гравюр, одна из которых подписана автографом представителя живописной династии Переллей, а также палитра, свисающая с мольберта.

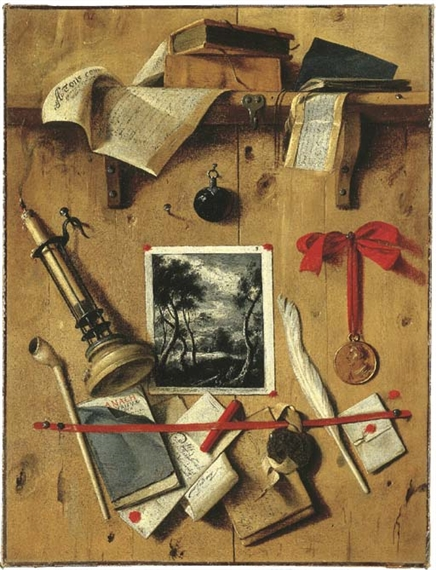
Жан-Франсуа де Ле Мотт. Обманка с гравюрой, изображающей пейзаж
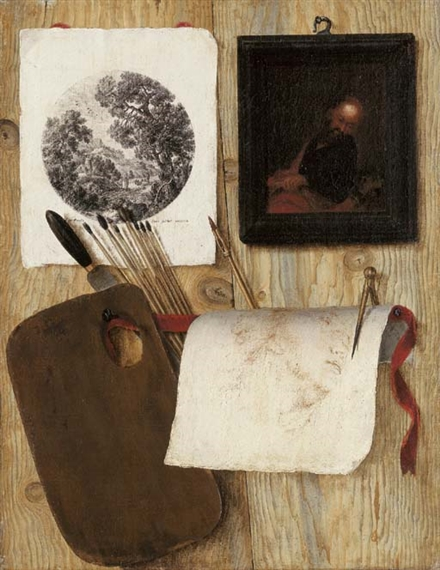
Жан-Франсуа де Ле Мотт. Обманка с палитрой, шпателем и красками
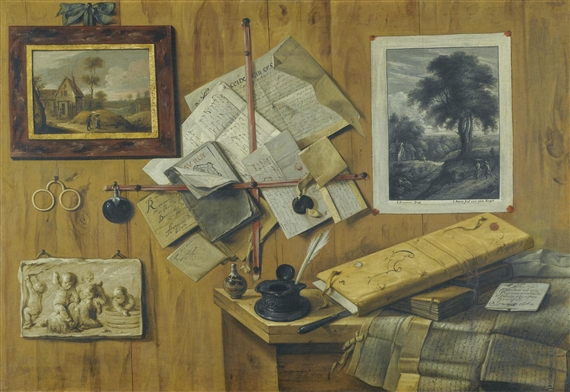
Жан-Франсуа де Ле Мотт. Обманка
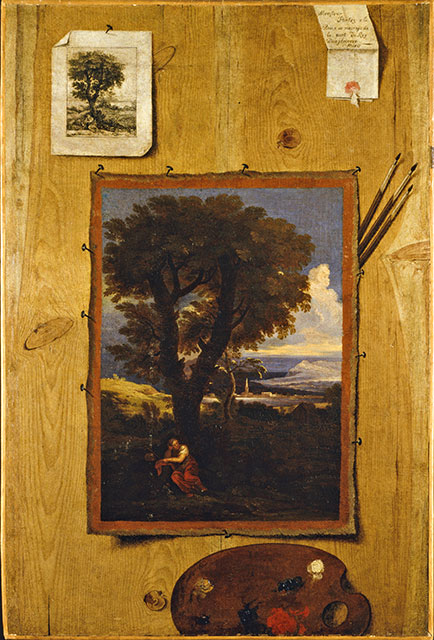
Жан-Франсуа де Ле Мотт. Обманка с картиной, гравюрой и инструментами художника

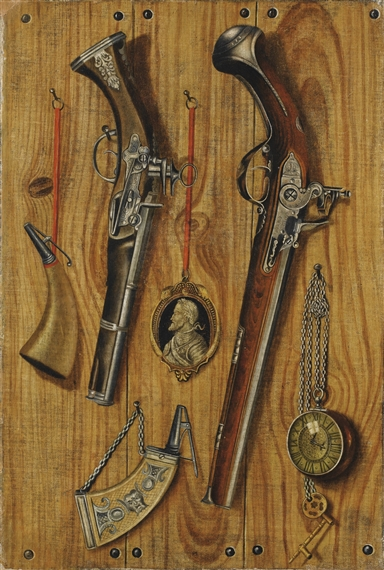
Последователь Жана-Франсуа де Ле Мотта. Обманка с пистолетами и медальоном Генриха IV
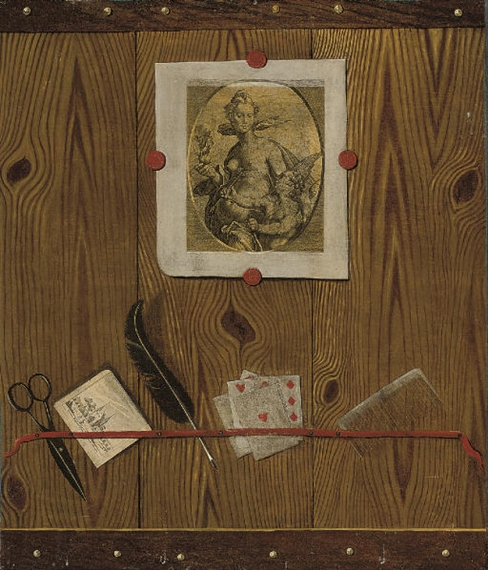
Последователь Жана-Франсуа де Ле Мотта. Обманка
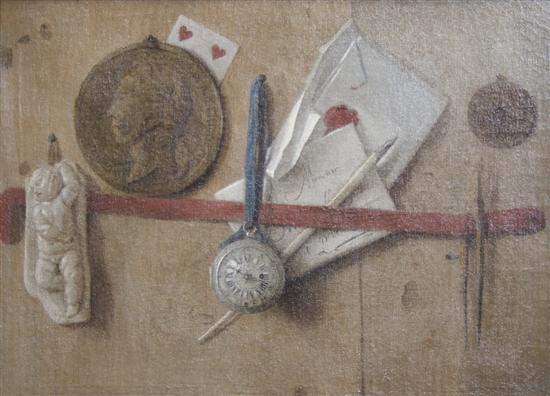
Картина в манере Жана-Франсуа де Ле Мотта. Обманка, около 1890